# Amy Lee

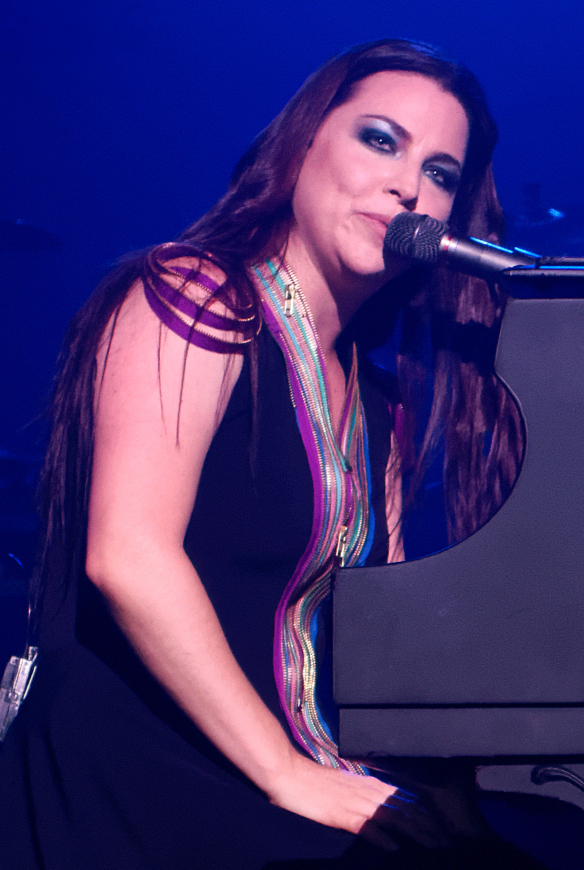
Amy Lee bei einem Auftritt von Evanescence im Jahr 2015

Amy Lynn Hartzler (* 13. Dezember 1981 in Riverside, Kalifornien als Amy Lynn Lee) ist eine US-amerikanische Sängerin, Pianistin und Songwriterin. Sie ist Mitglied der US-amerikanischen Rockgruppe Evanescence. Ihre Stimmlage ist Mezzosopran.

## Leben

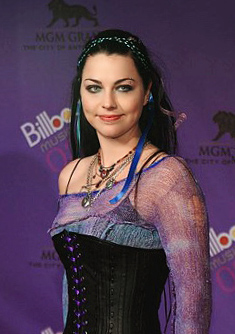
Amy Lee im Jahr 2003

Amy Lee wuchs in einer sehr musikalischen Familie auf. Ihr Vater, John Lee, war Mitglied einer in Riverside und Orange County bekannten Coverband namens The Hard Luck Band. Da Amy Lees Vater auch beim Radio arbeitete, musste die Familie oft umziehen, beispielsweise nach Kansas City, Missouri und West Palm Beach, Florida. Als Lee sechs Jahre alt war, verstarb ihre jüngere Schwester, der sie später zwei ihrer Lieder, Hello (Album Fallen) und Like You (Album The Open Door), widmete.
In Arkansas lebte Amy Lee zuerst mit ihren Eltern und drei Geschwistern in Maumelle, dann in Little Rock, der Hauptstadt des US-Staates. Dort traf sie im Alter von 13 Jahren in einem Sommercamp den 14-jährigen Ben Moody, mit dem sie die Band Evanescence gründete.
Nach der Eheschließung mit Josh Hartzler am 6. Mai 2007 nahm sie dessen Nachnamen an.
Im Januar 2014 strengte Amy Lee einen Gerichtsprozess gegen die Plattenfirma Wind-Up Records wegen unbezahlter Lizenzgebühren an. Im März desselben Jahres publizierte die Sängerin schließlich über ihren Twitter-Account, dass die Band nun unabhängig sei.
Im Juli 2014 brachte sie ihren gemeinsamen Sohn mit Josh Hartzler zur Welt.
Im August 2014 brachte sie ihr erstes Soloalbum Aftermath für den Film War Story heraus. Dabei arbeitete sie mit dem Cellisten Dave Eggar zusammen.

## Sängerin der Band Evanescence

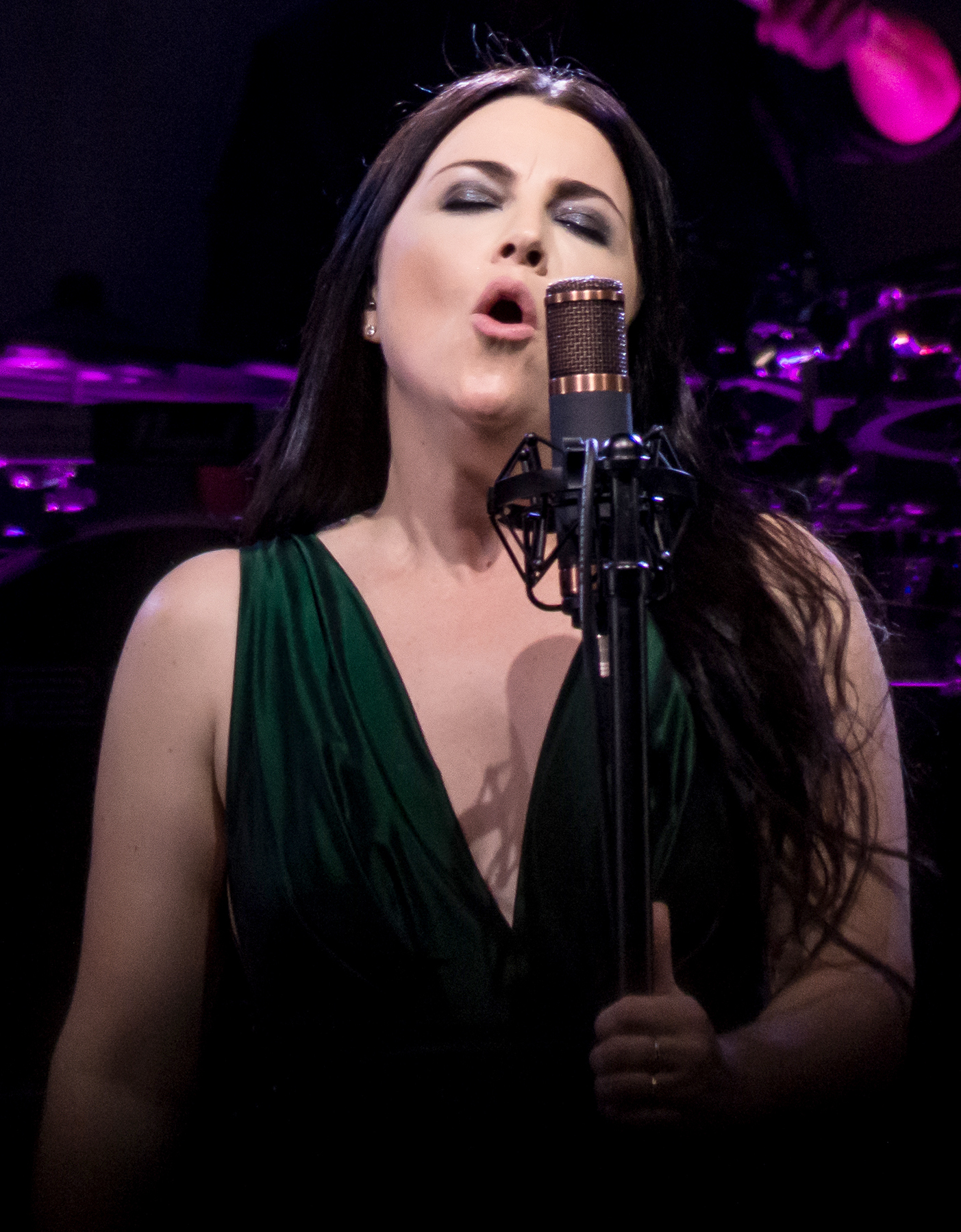
Amy Lee (2017)

Mit Evanescence schaffte Lee den Durchbruch als Sängerin. Das Debütalbum der Band erschien im März 2003. 2004 gewann die Band zwei Grammy Awards. Ebenfalls im Jahr 2004 beschlossen Lee und ihr damaliger Freund Shaun Morgan von Seether, Seethers Lied Broken neu aufzunehmen. Ursprünglich hätte sie schon auf der Originalversion singen sollen, was aufgrund eines Missverständnisses nicht zustande kam. Nach einer eineinhalbjährigen Tour mit Evanescence verschwand Lee zunächst aus der Öffentlichkeit.
Das Jahr 2005 verbrachte sie mit den Arbeiten am neuen Album The Open Door. Ende Sommer 2005 ging die zweijährige Beziehung zu Shaun Morgan in die Brüche. Im November 2005 erlitt ihr Bandkollege Terry Balsamo, Lees Partner beim Liederschreiben, einen Schlaganfall. Am 29. September 2006 erschien das Evanescence-Album The Open Door in Deutschland, Österreich und der Schweiz. Es folgte eine Tournee durch die USA, Kanada und Europa.
Das dritte Studioalbum Evanescence wurde am 7. Oktober 2011 veröffentlicht. Am 10. November 2017 erschien das vierte Studioalbum Synthesis. Das fünfte Studioalbum The Bitter Truth erschien am 26. März 2021.

## Out of the Shadows
Seit 2005 ist Amy Lee die nationale Sprecherin der Epilepsie-Stiftung in den USA.
Da ihr Bruder von der Krankheit betroffen war (er starb 2018), gründete Amy Out of the Shadows. Ihr Ziel ist es, über Epilepsie aufzuklären.

## Andere Projekte
- Seether feat. Amy Lee – 2004 wiederveröffentlichte die südafrikanische Rockgruppe Seether ihr Album „Disclaimer“ unter dem Namen Disclaimer II. Auf der neuen Version des Albums befand sich auch eine neue Aufnahme der Ballade Broken, dem Soundtrack zum Film The Punisher. Amy Lee übernahm den weiblichen Gesangsteil.
- Big Dismal – Missing You – Auf dem Album Believe von der Wind-Up-Band Big Dismal befindet sich ein Lied mit dem Titel Missing You. Bei der gelegentlich im Hintergrund vorkommenden weiblichen Stimme handelt es sich um Amy Lee.
- David Hodges feat. Amy Lee – Lee sang auf zwei Liedern ihres ehemaligen Bandkollegen David Hodges: Breathe und Fall Into You.
- Chronicles of Narnia Soundtrack – Amy Lee plante zwei Lieder für den Film Die Chroniken von Narnia: Der König von Narnia, die Beiträge wurden jedoch abgelehnt mit der Begründung, sie seien zu „dunkel“ und zu „episch“. Das Intro zu einem der Songs ist nun das einminütige Intro des Evanescence-Liedes Good Enough. Der andere Song heißt Lacrymosa und erschien auf dem Evanescence-Album The Open Door.
- Korn feat. Amy Lee – Im Dezember 2006 nahm die US-amerikanische Band Korn ein Unpluggedkonzert auf. Amy Lee wurde eingeladen, den Song Freak on a Leash zu interpretieren. Das Unpluggedalbum ist im Februar 2007 erschienen. Es wurde ebenfalls auf dem Musikfernsehsender MTV ausgestrahlt.
- Nightmare Revisited (Album mit Coverversionen der Lieder des Nightmare Before Christmas Soundtrack, 2008) - Amy Lee singt Sally's Song, CD erschienen am 29. September 2008.
- Muppets: The Green Album - In dem am 23. August 2011 erschienenen Muppet Show-Album singt Amy Lee den Titel Halfway Down the Stairs[8]. Das Lied wurde von Harold Fraser-Simson komponiert, entstand aus dem Gedicht "Halfway Down" des Buchs "When We Were Very Young" von Alan Alexander Milne und wurde von Amy Lee als Coverversion gesungen.
- War Story: Für den Film War Story schrieb sie den Film-Score mit dem Albumtitel Aftermath zusammen mit dem Cellisten Dave Eggar. Dieses wurde am 25. August 2014 veröffentlicht.
- Indigo Grey: The Passage: Lee schrieb 2015 für diesen Film einen Track zusammen mit Cellist Dave Eggar.
- Recover Vol. 1: Am 19. Februar 2016 veröffentlichte Amy Lee eine EP mit den Covern der Lieder With Or Without You von U2, Going To California von Led Zeppelin, Baby Did A Bad Bad Thing von Chris Isaac und It's A Fire von Portishead.
- Body Count feat. Amy Lee – Auf dem am 5. März 2020 veröffentlichten Album Carnivore von Body Count ist Lee in dem Song When I'm Gone als Duettstimme zu hören.
- Bring Me the Horizon feat. Amy Lee – Am 30. Oktober 2020 erschien das Lied One Day the Only Butterflies Left Will Be in Your Chest as You March Towards Your Death auf der EP Post Human: Survival Horror von Bring Me the Horizon

## Filmografie
Amy Lee hat neben den Musikvideos und Live-Alben von Evanescence auch in einigen eigens produzierten Kurzfilmen mitgespielt.
- 2016: Amy Lee t'a s. ? Chanceux !
- 2016: Amy Lee en a plein l'c.[9]